# Rumba teràpia
Rumba teràpia (títol original en francès, Rumba la vie) és una pel·lícula francobelga dirigida per Franck Dubosc, estrenada el 2022. S'ha doblat i subtitulat al català.

## Repartiment
- Franck Dubosc: Tony
- Louna Espinosa: Maria Rodriguez
- Jean-Pierre Darroussin: Gilles
- Marie-Philomène Nga: Fanny Massamba
- Karina Marimon: Carmen Rodriguez Llorca
- Catherine Jacob: Josy (cap)
- Michel Houellebecq: Docteur Mory
- Marie Vincent: Annick
- Philippe Uchan: Philippe